# Thomas Boni Yayi
Thomas Boni Yayi (Tchaourou, Benim, 1 de julho de 1951) é um banqueiro e político do Benim, foi presidente do país de 2006 até 2016.

## Vida e carreira
Boni recebeu sua educação primeiro na capital regional de Paracu antes de prosseguir para obter um mestrado em economia na Universidade Nacional do Benim (atual Universidade de Abomei-Calavi). Ele então fez um mestrado adicional em economia na Universidade Cheikh Anta Diop em Dacar e então obteve um doutorado em economia e política na Universidade de Orléans, na França, e na Université Paris-Dauphine, onde concluiu o doutorado em economia em 1976.
No final de sua educação, Boni começou uma longa carreira no setor bancário. De 1975 a 1979, trabalhou no Benin Commercial Bank antes de passar a trabalhar no Banco Central dos Estados da África Ocidental (BCEAO) de 1977 a 1989. De 1992 a 1994, atuou como consultor econômico do presidente do Benin, Nicéphore Soglo. Em 1994, ele deixou esta posição para se tornar o presidente do Banco de Desenvolvimento da África Ocidental (BOAD).
Originalmente de uma família muçulmana, Boni Yayi é agora um protestante evangélico. Casado com Chantal Yayi, tem cinco filhos. Chantal, nativa de Uidá, é sobrinha do presidente Paul-Émile de Souza e do arcebispo Isidore de Souza, e bisneta de Francisco Félix de Sousa, também conhecido como Chacha de Souza, que era um traficante de escravos brasileiro e vice-rei de Uidá. Boni Yayi foi apresentado à sua esposa pelo banqueiro e político Marcel Alain de Souza, irmão mais velho de Chantal. Descendente dos príncipes iorubás de Savé por direito próprio, Boni Yayi recebeu títulos de chefia do rei nigeriano de Ile-Ife, Olubuse II, em 2008.

## Política

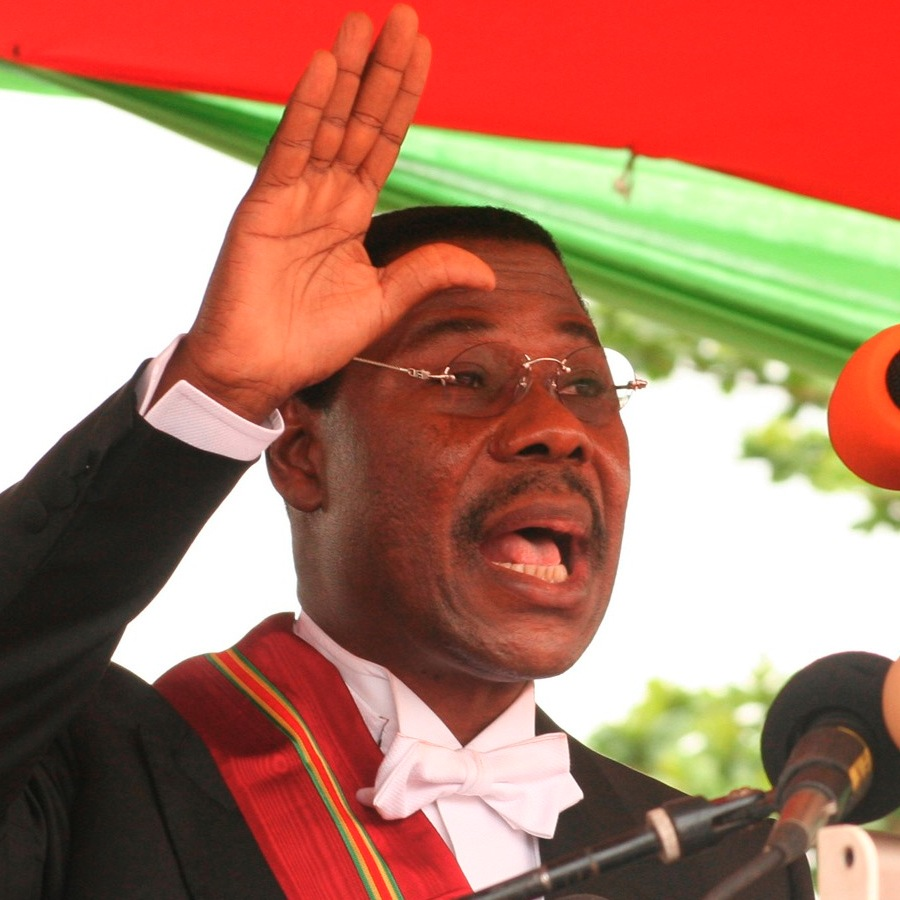
Presidente Boni fazendo o juramento de posse, 2006

Boni concorreu como um dos 26 candidatos na eleição presidencial de março de 2006. Obteve 35,8% dos votos no primeiro turno como candidato independente. As principais partes de sua campanha foram melhorar a governança, estimular o setor privado, melhorar as oportunidades educacionais para as mulheres e modernizar o setor agrícola. No segundo turno, em 19 de março de 2006, Boni venceu Adrien Houngbédji com quase 75% dos votos. Ele assumiu o cargo em 6 de abril de 2006. A eleição de 2006 teve uma alta participação eleitoral e foi considerada livre e justa pelos observadores eleitorais independentes.
Em 15 de março de 2007, Yayi Boni afirmou ter sobrevivido a uma emboscada a seu comboio, enquanto retornava de um comício de campanha na cidade de Ouesse para as eleições parlamentares. Os atacantes teriam bloqueado a estrada com árvores caídas e atiraram no veículo que normalmente transporta o presidente; no entanto, ele estava em um veículo separado. Vários de sua comitiva ficaram feridos no fogo cruzado entre a guarda presidencial e os supostos assassinos.
Nas eleições legislativas em 2007, uma coligação que apoiava Boni obteve a maioria dos assentos. Esta coligação desfez-se em 2010 e impediu a aprovação de muitas partes da agenda de Boni. Em agosto de 2010, uma coligação cada vez mais unificada conseguiu que a maioria do parlamento votasse pelo impeachment de Boni pelo seu envolvimento num esquema Ponzi que levou as poupanças de 100.000 pessoas no Benim. Embora não tenham obtido a maioria de dois terços necessária para remover Boni do poder, a oposição concordou em organizar-se em torno de Houngbédji nas eleições presidenciais de 2011.
Um novo sistema eleitoral no país foi amplamente criticado pela oposição e, com a ajuda de organizações internacionais, Boni concordou com um atraso de duas semanas na eleição presidencial de 2011. O resultado da eleição, considerado livre e justo pelos observadores eleitorais internacionais, foi uma vitória de Boni no primeiro turno com 53,8% dos votos. Houngbédji, que recebeu 36%, contestou a eleição e levou o caso ao Tribunal Constitucional. O tribunal nomeou Boni como vencedor em 21 de março de 2011, resultando em protestos em larga escala e repressão policial. Embora os protestos continuassem, a oposição havia se fragmentado e a coalizão de Boni conquistou 49 das 83 cadeiras nas eleições parlamentares que se seguiram.
Em 23 de outubro de 2012, a BBC informou que o médico, a sobrinha e o ex-ministro do comércio do presidente foram presos em um complô para envenenar o presidente. Patrice Talon, um ex-aliado de Boni e empresário, teria pago à sobrinha para substituir o medicamento do presidente por uma "substância tóxica" enquanto ele estava em uma visita de estado a Bruxelas.
Em 2013, as autoridades do Benim alegaram ter frustrado um golpe. O coronel Pamphile Zomahoun e o empresário Johannes Dagnon bloquearam Yayi quando regressava de uma viagem de uma reunião da União Africana na Guiné Equatorial. Ambos foram detidos.
Após cumprir dois mandatos, Yayi Boni foi constitucionalmente obrigado a renunciar em 2016. Seu candidato, o primeiro-ministro Lionel Zinsou, foi derrotado na eleição presidencial de março de 2016 por Patrice Talon, e Yayi Boni foi sucedido por Talon em 6 de abril de 2016.
Pouco após deixar o cargo, chefiou a missão de observação da União Africana para as eleições presidenciais de abril de 2016 na Guiné Equatorial.

Em setembro de 2021, Patrice Talon e Thomas Boni Yayi, aliados políticos que se tornaram inimigos íntimos, encontraram-se no Palácio Marina em Cotonou, onde Boni Yayi apresentou a Talon uma série de propostas e pedidos, relacionados em particular com a libertação de "detidos políticos".